# دبی فلینتاف-کینگ
دبی فلینتاف-کینگ (انگلیسی: Debbie Flintoff-King؛ زادهٔ ۲۰ آوریل ۱۹۶۰) دونده اهل استرالیا است.
وی در مسابقات کشوری و بین‌المللی در مجموع برندهٔ ۴ مدال طلا، ۵ مدال نقره شده‌است.